# Stora och Lilla Bergholmen

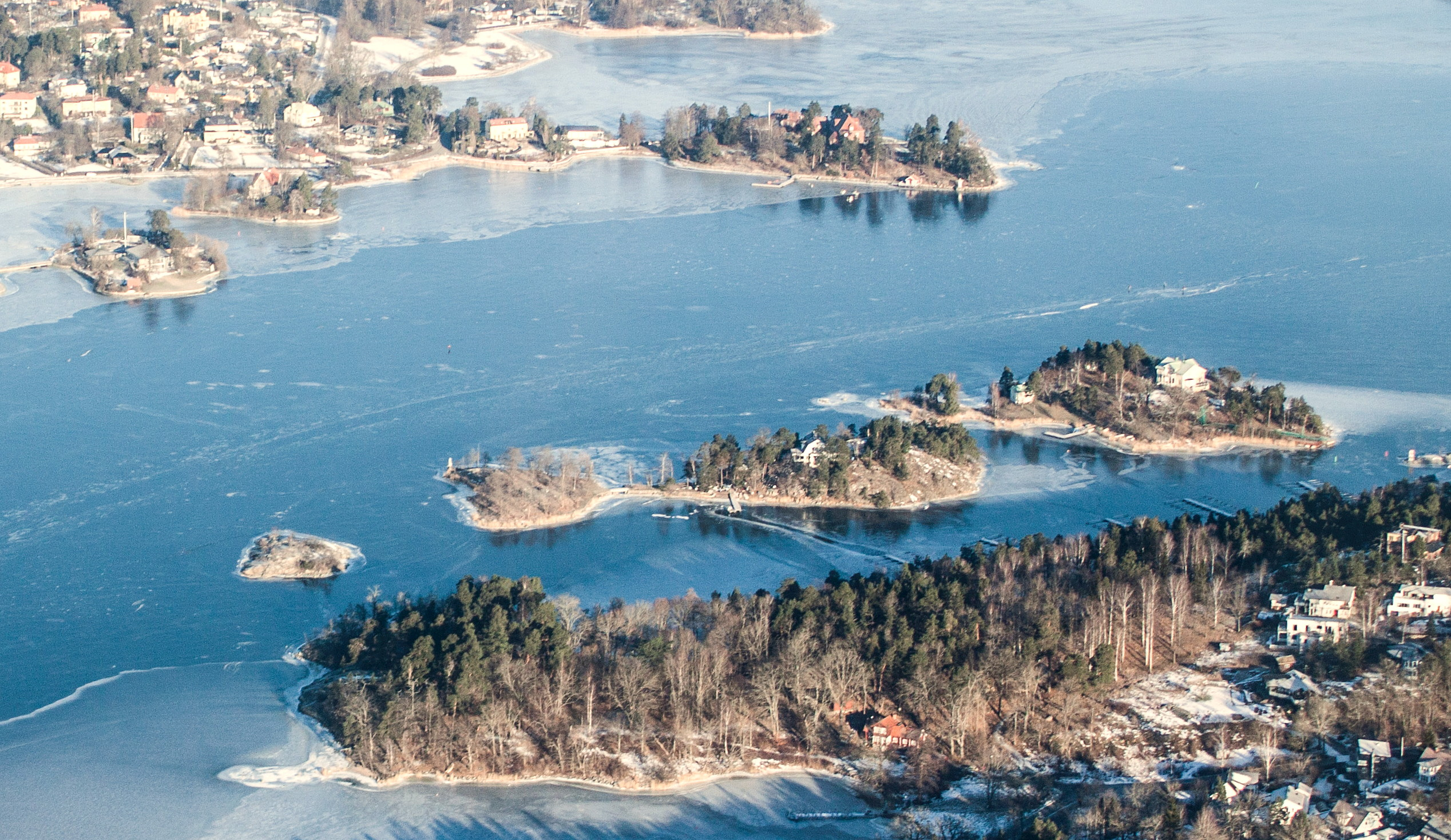
Från vänster: Fogdholmen, Lilla och Stora Bergholmen samt Strömsö. I bildens mitt syns Lilla Värtan och bakgrunden halvön Gamla Djursholm på Djursholms sida, flygfoto från februari 2013.

Bergholmen hör till en ögrupp i Lilla Värtan utanför Norra Sticklinge i Lidingö kommun. Ögruppen består av Stora- och Lilla Bergholmen, Strömsö och Fogdholmen. Längst i nordöst ligger Strömsö, söder därom Stora och Lilla Bergholmen och längst i söder återfinns Fogdholmen, den minsta ön i ögruppen. Öarna ligger som en skyddande barriär utanför Sticklinge udde båtklubb.

## Historia
Öarna hörde ursprungligen till Sticklinge gård som i sin tur lydde under Djursholms slott. Öarna framgår på Geometrisk Charta öfwer Sticklinge, Tÿcketorp och Istlinge med underliggande torp, upprättad 1720 av kartografen Lars Kietzlingh. Dagens Fogdholmen fanns inte vid denna tid utan reste sig först senare genom landhöjningen ur Östersjön. Stora och Lilla Bergholmen var mindre till ytan och ett större avstånd fanns mellan dem, idag är de nästan sammanväxta. Mittemot ögruppen, på Djursholms sida låg den så kallade Roparudden (dagens Aludden). Där kunde man på 1600-talet och därefter "ropa" efter en roddfärja som gick mellan Djursholm och Lilla Brevik vid Rödstuguviken. 

### Historiska kartor

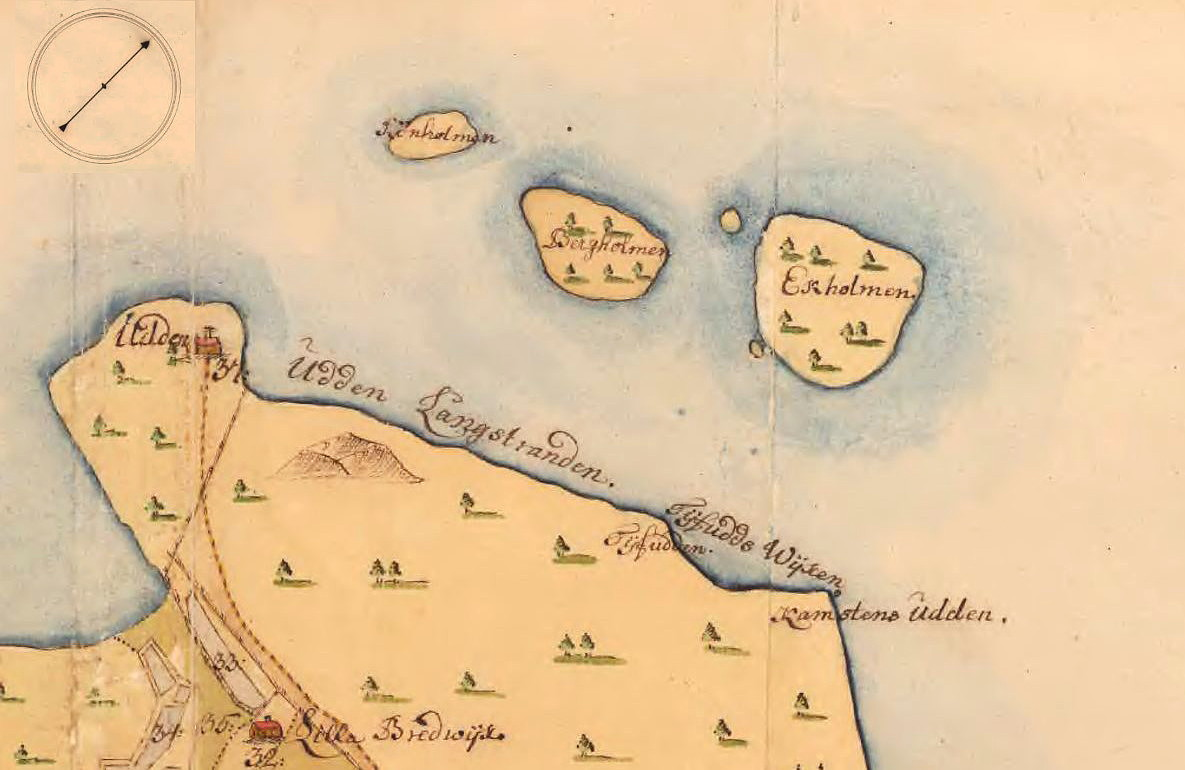
Lars Kietzlinghs karta från 1720.
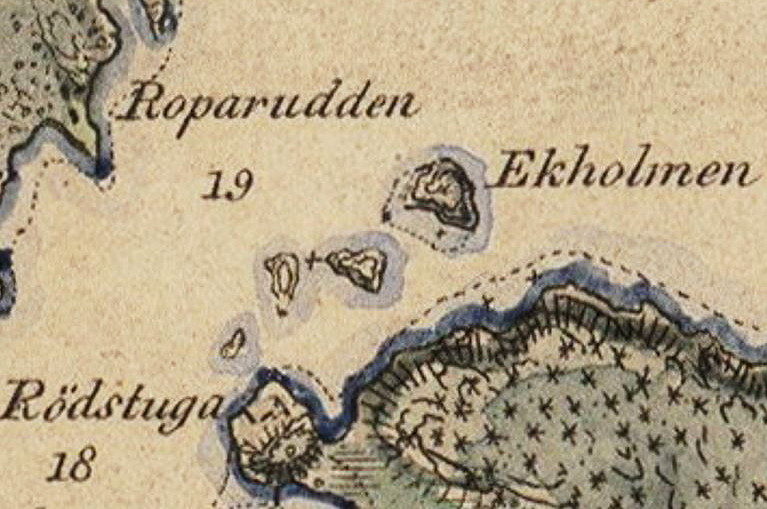
Wilhelm Maximilian Carpelans karta från 1871.
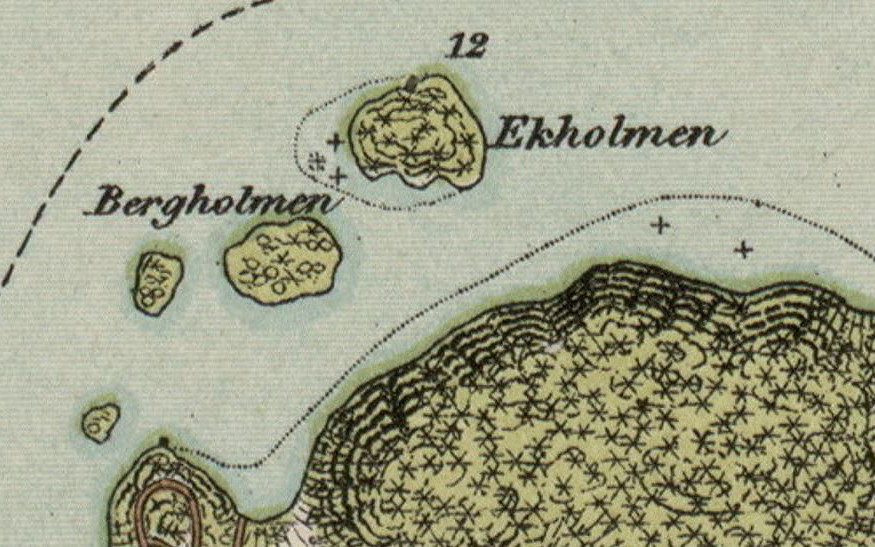
Topografiska corpsens karta från 1860-tal.

### Namn
På 1600-talet kallades Bergholmen för Borgholm. Lilla Bergholmen hette Rönholmen på Kietzlinghs karta från 1720. Strömsö har haft flera olika namn. Ekholmen hette ön på 1600-talets slut samt på Kietzlinghs karta från 1720 och fortfarande på 1860-talet. Därefter kallades den Samoa efter ön Samoa i Stilla havet. Svensken Conrad Cedercrantz var överdomare där och chef för högsta domstolen åren 1890–1893. Det var han som 1892 lätt uppföra en sommarvilla på Ekholmen som han kom att kalla Samoa. Sitt nuvarande namn fick ön efter familjen Ström som på 1940-talet bebodde öns villa.

## Dagens förhållanden
Öarna är kuperade och med berget ofta i dagen. Vegetationen består av blandskog som ger skärgårdskaraktär. Både Strömsö och Bergholmen är bebyggda. På Fogdholmen finns inga byggnader. Stora Bergholmen rymmer ett enbostadshus med flera uthus som huvudsakligen nyttjas som fritidshus. På Lilla Bergholmens yttersta udde märks fyren Lilla Bergholmen.
På Stömsö finns en större villa i två våningar från 1892 och ett mindre gästhus. Båda är av kulturhistoriskt intresse och har en q-märkning i gällande detaljplan från 1994. Märkningen innebär bland annat att husens yttre ej får förvanskas och att de skall bevaras. På Strömsö finns också en avsaltningsanläggning för dricksvatten. För kontakt med Lidingö sörjer en cirka 40 meter lång utskjutbar gångbrygga som förbinder ön med piren vid Sticklinge udde båtklubb. Hela Strömsö var till salu för 50 miljoner kronor i juni 2015.

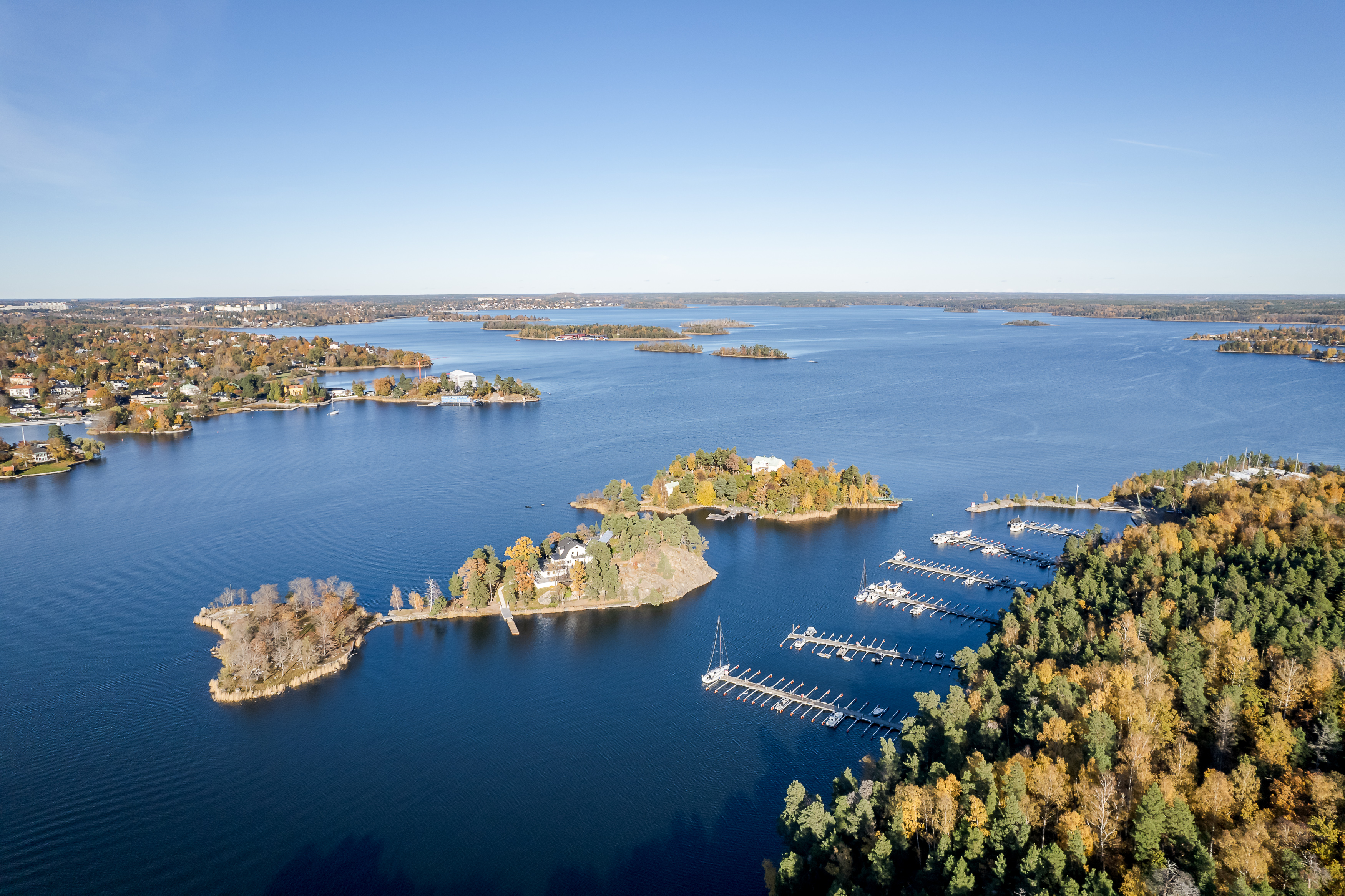
Sticklingeudde

## Bilder

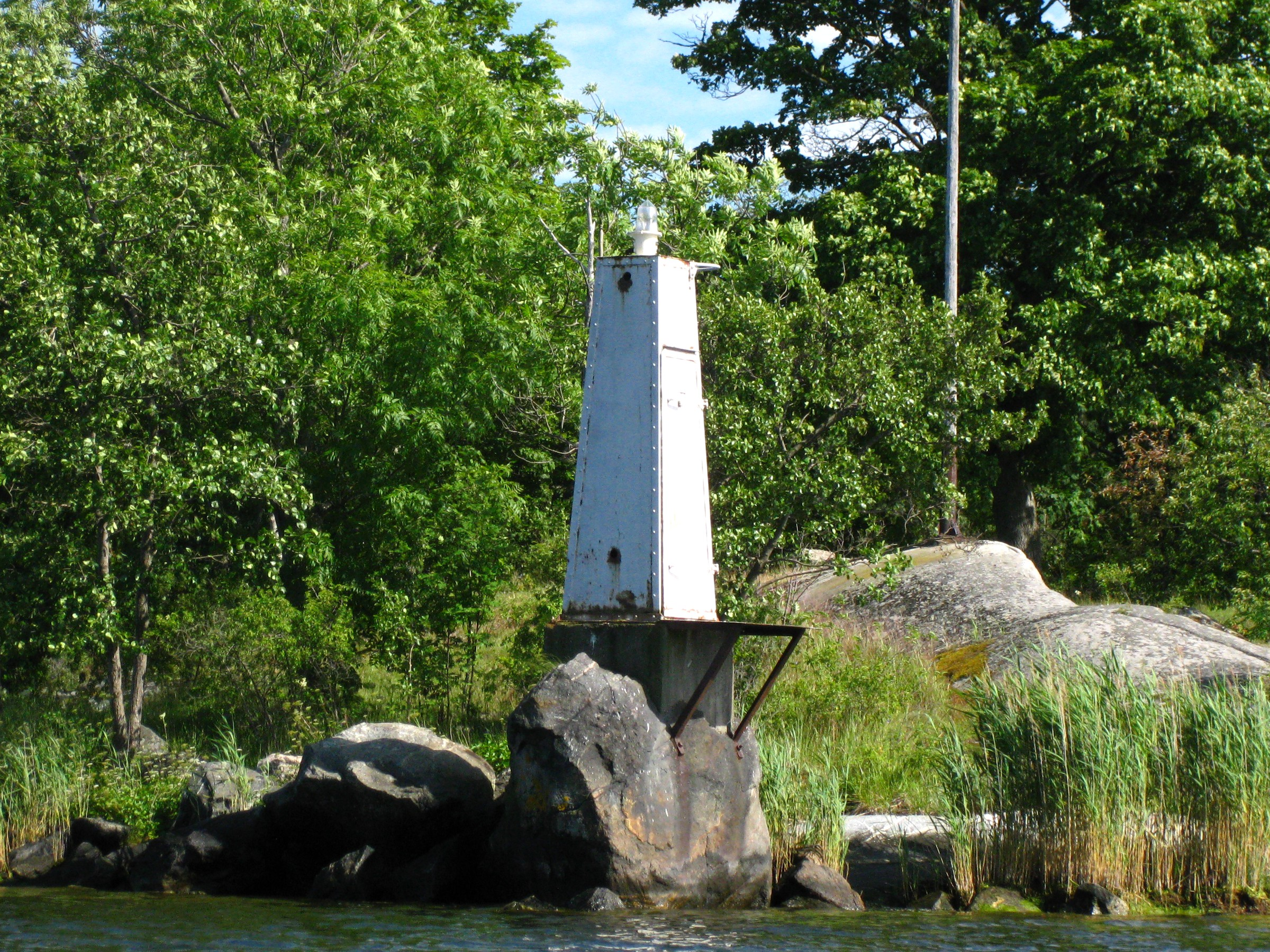
Fyren Lilla Bergholmen på Lilla Bergholmen.
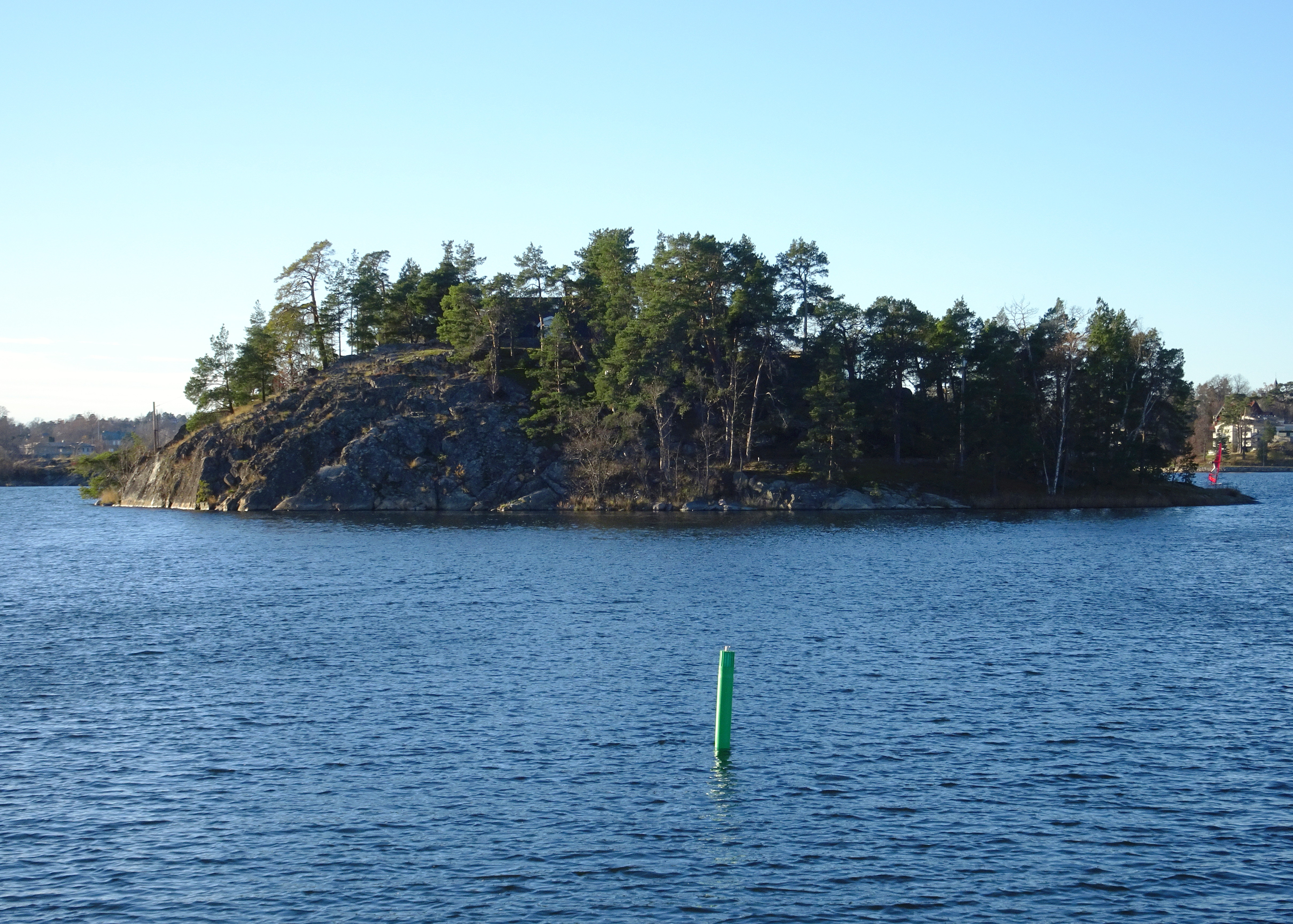
Stora Bergholmen från Sticklinge udde båtklubb.
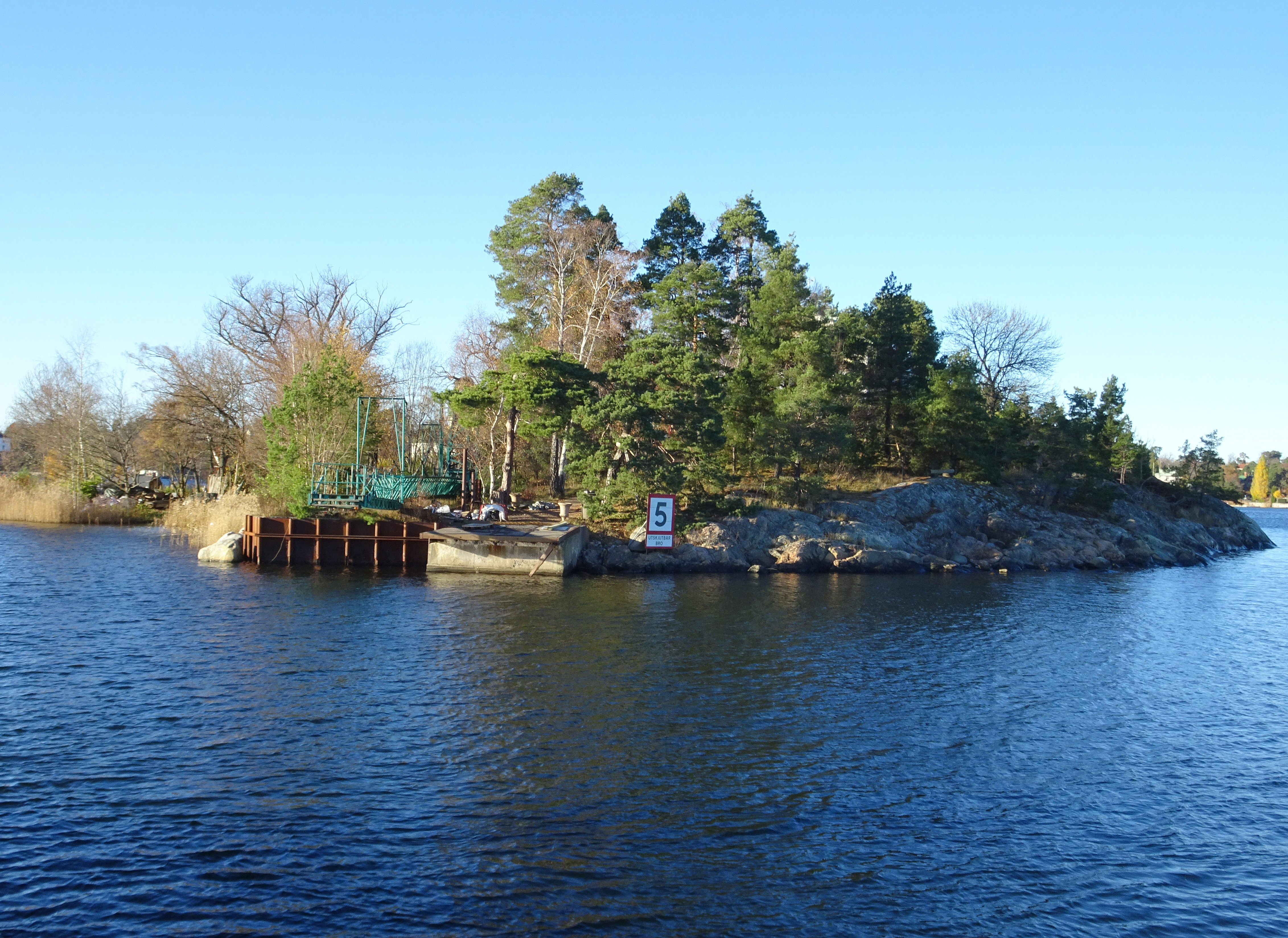
Strömsö från Sticklinge udde båtklubb.
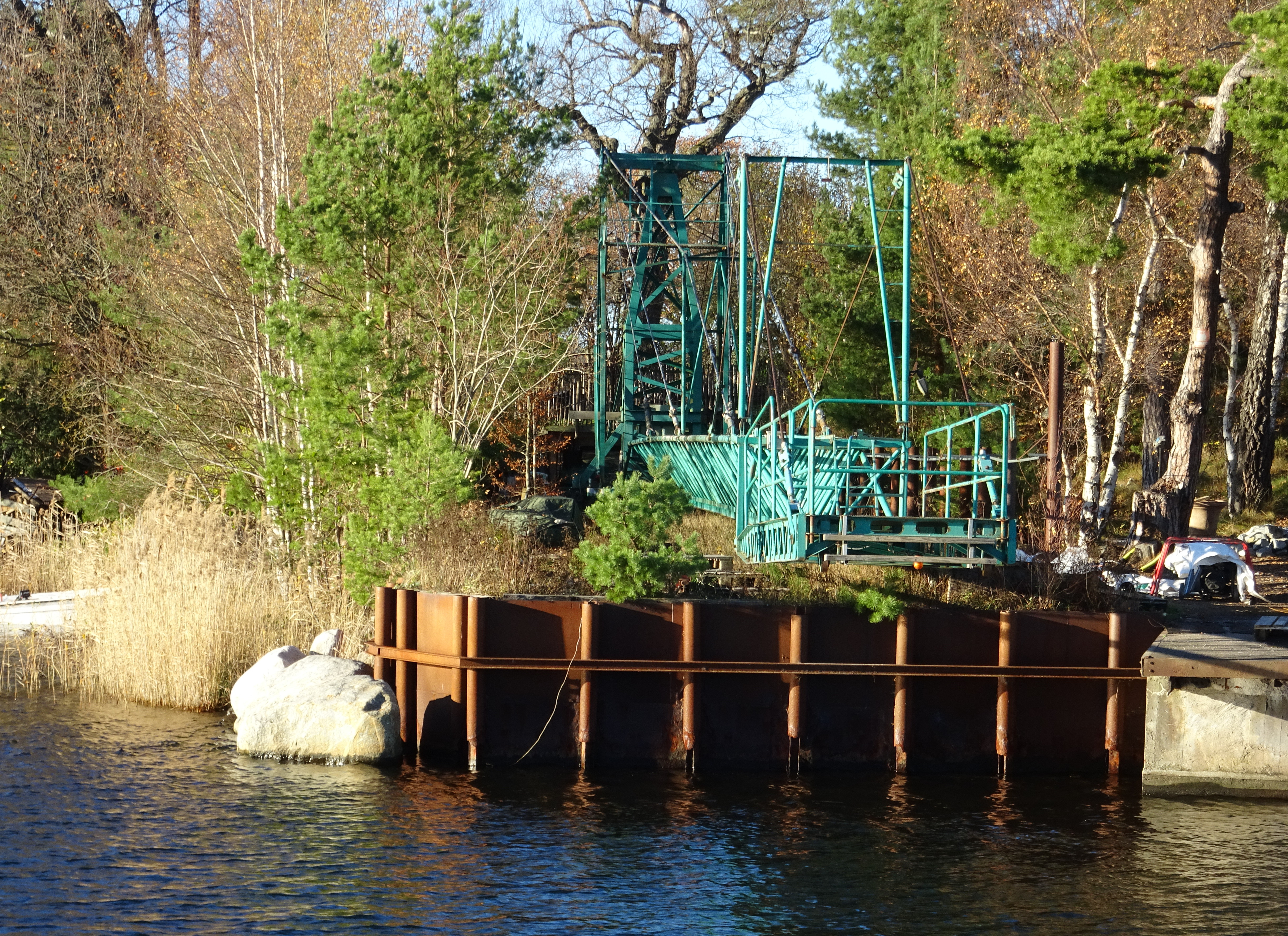
Strömsös gångbrygga.
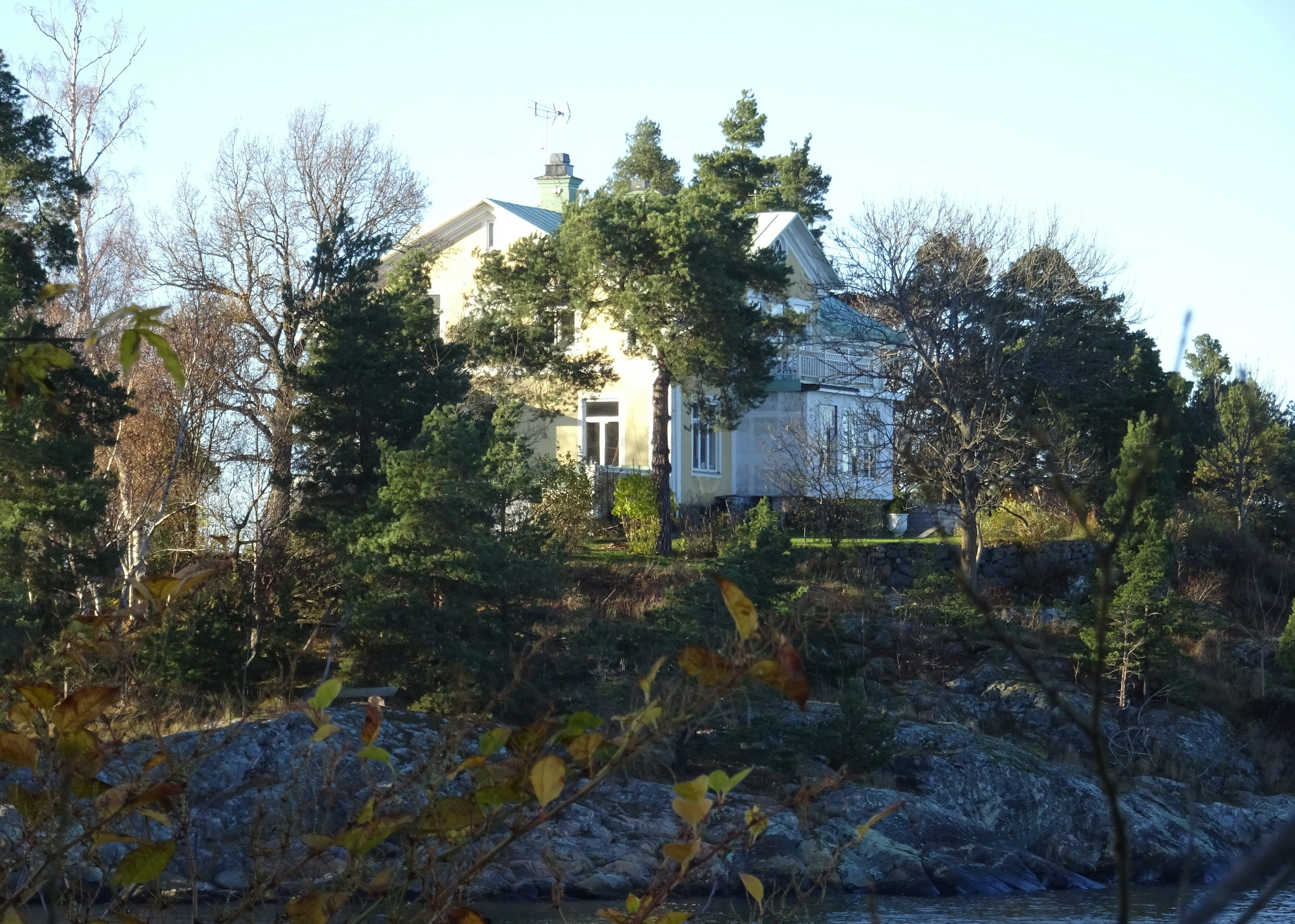
Strömsös villa.